# Собрашице у Трнави
Собрашице у Горњој Трнави, насељеном месту на територији општине Топола, представљају непокретно културно добро као споменик културе, одлуком Владе РС бр. 633-1167/97-15 од 9. априла 1997. године (Сл. Гл. РС бр. 17 од 21. априла 1997. године).
Собрашице су подигнуте 1873. године као родовске трпезе у порти цркве. Од 18 колико их је било у време изградње, 1921. године обновљено је пет сачуваних. Четири су послужиле 1967. године за формирање колективне сеоске трпезаре, а једна је задржала изглед из времена обнове. Конструктивни склоп од дрвета у облику ограђених тремова четворосливног крова покривеног ћерамидом под којим су столови и клупе, задржала је и заједничка сеоска трпезара.
Као градње за смештај и обедовање мештана и њихових гостију у дане већих верских празника, Собрашице у Трнави су, претварањем од родовских у колективан сеоски објекат, одражавале процес култног и територијалног обједињавања сеоске заједнице посебно изражен у Шумадији током 19. века.
Нажалост, овај вредан споменик народног градитељства је почетком 20. века срушен и на његовом месту подигнути су нови објекти.